# Dume

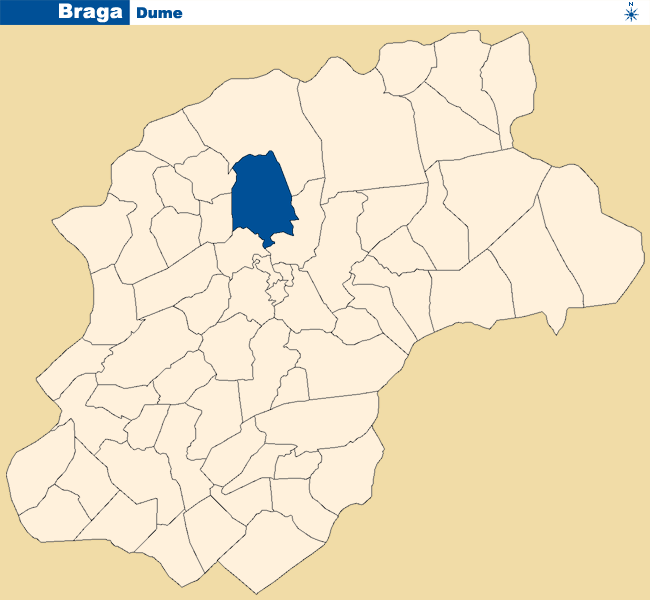

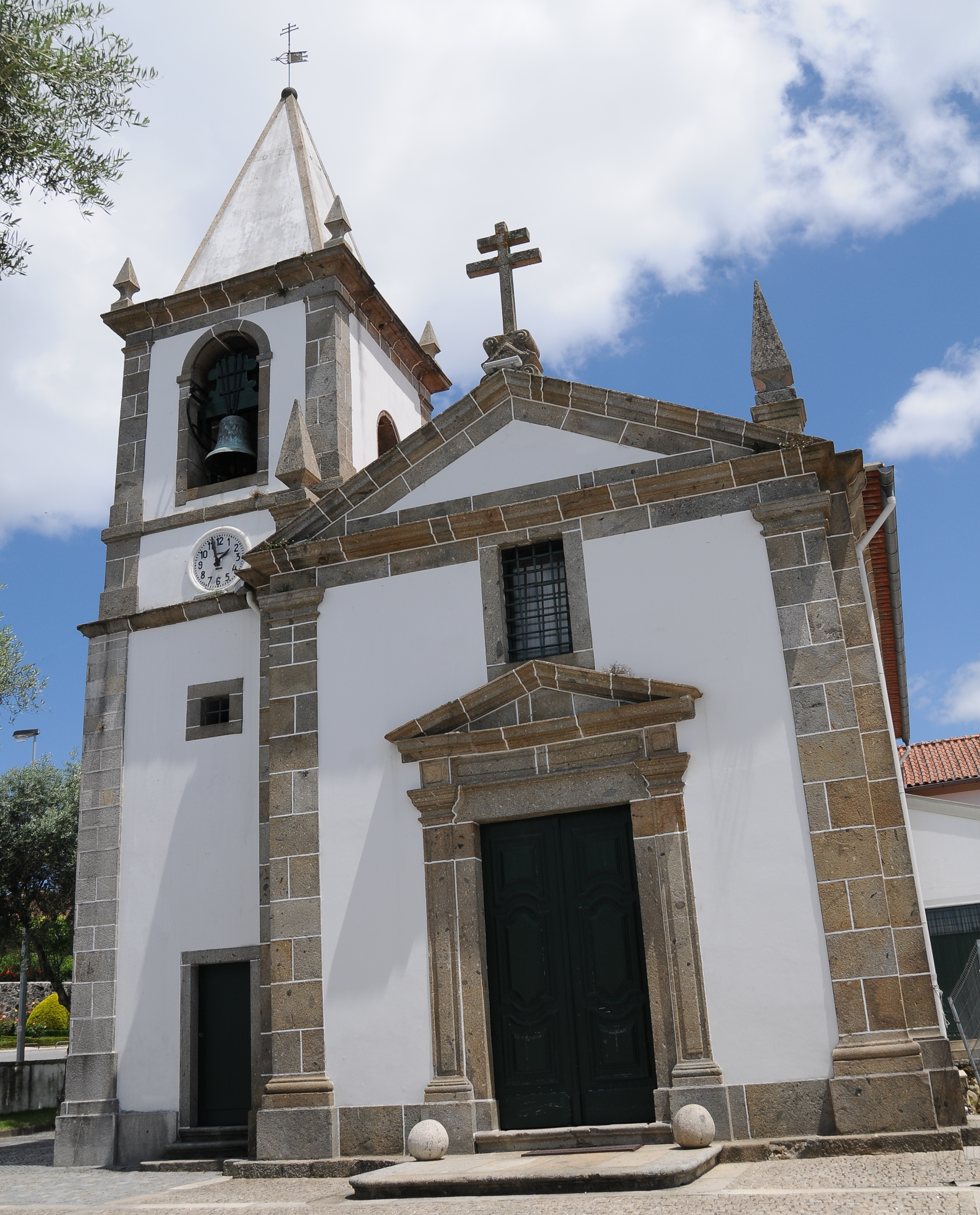
Església de Dume

Dume fou una freguesia portuguesa del municipi de Braga, amb 3,93 km² d'àrea i 3.251 habitants (en el cens del 2011). Té una densitat de població de 827,2 hab/km². El seu topònim, Dume, ve possiblement del germànic döm, que significa 'església', 'basílica' o 'catedral'.
Va ser eliminada el 2013, per una reforma administrativa nacional, i s'agregà a les freguesies de Real i Semelhe, per formar-ne una de nova denominada Unió de Freguesies de Real, Dume i Semelhe, amb a seu a Real.

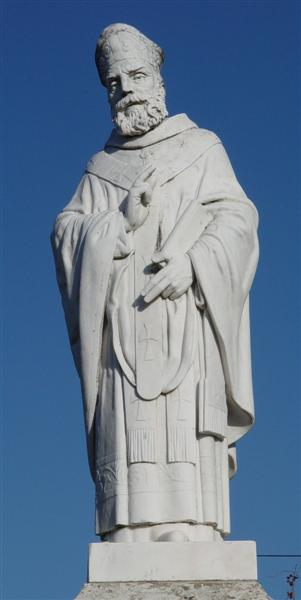
Estàtua de S. Martinho de Dume

Dume gaudí antigament d'una situació rellevant, especialment al segle VI, durant el regnat de Teodomir, rei dels sueus. El seu pare, Carriaric, invocà Martí de Tours en una malaltia que havia patit Teodomir de nen.
Obtinguda la cura, el 550 fundà una església a Dume i va enviar emissaris a la Gàl·lia a la recerca de relíquies del sant. Els emissaris del rei es van trobar amb Martí de Pannònia, després canonitzat, que des de Jerusalem es dirigia cap a la Gàl·lia, al túmul del seu homònim i compatriota. Aquella trobada li va indicar el lloc on hauria d'anar a exercir l'apostolat, doncs fins llavors els sueus professaven l'arrianisme. Va desembarcar, possiblement, a Portugal, i es va dirigir a Braga, a la cort de Teodomir; completà la seua conversió, amb l'auxili del bisbe Eleutério i del bisbe de Coïmbra, Lucêncio. De Teodomir va obtenir l'església fundada a Dume, al costat de la qual va edificar un monestir.
Tan notable fou la seua actuació que el 558 l'elevaren a la dignitat episcopal; l'església fou catedral, i el bisbat de Dume dominava el monestir. Amb la conquesta cristiana, després de l'àrab, el petit territori de la diòcesi de Dume s'incorporà a la de Braga. L'antiga freguesia de S. Martinho de Dume era un patronatge de la renúncia de la presentació del prelat de Braga.
A la localitat hi ha algunes capelles, una en estil romànic, al lloc de l'orde, el titular de la qual és S. Lourenço. Sembla que funcionà en aquesta capella el capítol de la Seu de Braga, en una ocasió en què hi hagué una epidèmia a la ciutat. Al llogaret de Cabanas, hi ha un solar amb capella, on va morir el baró de Sâo Martinho de Dume i el 25 de desembre de 1888, l'arquebisbe de Braga, Joâo Crisóstomo de Amorim Pessoa.
Es creu que hi hagué en aquesta població, als llogarets d'Anteportas i Sobremoure, una gran batalla contra els àrabs.

## Població
| Població de la freguesia de Dume (1864 – 2011) | Població de la freguesia de Dume (1864 – 2011) | Població de la freguesia de Dume (1864 – 2011) | Població de la freguesia de Dume (1864 – 2011) | Població de la freguesia de Dume (1864 – 2011) | Població de la freguesia de Dume (1864 – 2011) | Població de la freguesia de Dume (1864 – 2011) | Població de la freguesia de Dume (1864 – 2011) | Població de la freguesia de Dume (1864 – 2011) | Població de la freguesia de Dume (1864 – 2011) | Població de la freguesia de Dume (1864 – 2011) | Població de la freguesia de Dume (1864 – 2011) | Població de la freguesia de Dume (1864 – 2011) | Població de la freguesia de Dume (1864 – 2011) | Població de la freguesia de Dume (1864 – 2011) |
| ---------------------------------------------- | ---------------------------------------------- | ---------------------------------------------- | ---------------------------------------------- | ---------------------------------------------- | ---------------------------------------------- | ---------------------------------------------- | ---------------------------------------------- | ---------------------------------------------- | ---------------------------------------------- | ---------------------------------------------- | ---------------------------------------------- | ---------------------------------------------- | ---------------------------------------------- | ---------------------------------------------- |
| 1864                                           | 1878                                           | 1890                                           | 1900                                           | 1911                                           | 1920                                           | 1930                                           | 1940                                           | 1950                                           | 1960                                           | 1970                                           | 1981                                           | 1991                                           | 2001                                           | 2011                                           |
| 1 570                                          | 1 660                                          | 1 786                                          | 1 775                                          | 1 922                                          | 1 757                                          | 1 939                                          | 2 157                                          | 2 385                                          | 2 680                                          | 3 706                                          | 3 778                                          | 3 541                                          | 3 081                                          | 3 251                                          |

## Patrimoni
- Ruïnes arqueològiques de Sâo Martinho de Dume
- Casa de Pereira
- Nucli Museològic de Sâo Martinho de Dume